# Joachim von Braun
Joachim von Braun (Brakel, 10 luglio 1950) è un agronomo ed economista tedesco, direttore del Dipartimento del Centro di Ricerca per lo Sviluppo dell'Università di Bonn e presidente della Pontificia accademia delle scienze dal 21 giugno 2017 al 21 aprile 2025. In precedenza è stato direttore generale dell'International Food Policy Research Institute di Washington.

## Biografia
Joachim von Braun proviene dalla nobile famiglia slesiana von Braun e ha studiato scienze agrarie all'Università di Bonn dal 1970 al 1975. Nel 1978 ha conseguito il dottorato di ricerca presso l'Università Georg-August di Gottinga con una tesi sui mercati del lavoro agricolo. Presso lo stesso ateneo ha conseguito l'abilitazione in economia agraria con una dissertazione sulla sicurezza alimentare nei paesi in via di sviluppo.
Dopo diversi soggiorni di ricerca in Africa, Russia e Cina, nel 1997 è stato nominato direttore fondatore del Centro di ricerca per lo sviluppo dell'Università di Bonn. Nel 2002 è diventato direttore generale dell'International Food Policy Research Institute di Washington, uno dei principali istituti di ricerca nel campo della politica alimentare mondiale.
Nel 2009, von Braun è tornato all'Università di Bonn per assumere nuovamente la guida direttore del Centro di ricerca per lo sviluppo e la cattedra di "cambiamento economico e tecnologico". Dal 2019 è anche co-portavoce e co-coordinatore dell'area di ricerca transdisciplinare "Innovation and Technology for a Sustainable Future" nell'Excellence Initiative di questo ateneo.
Dal 2012 è vicepresidente di Welthungerhilfe, un'organizzazione non governativa tedesca, laica e politicamente indipendente, per la cooperazione allo sviluppo e gli aiuti di emergenza.
Oltre a numerosi resoconti sullo stato della situazione alimentare mondiale, i suoi lavori comprendono studi sulla sicurezza alimentare e l'economia della carestia, lavori sul progresso tecnico, la politica commerciale agricola, i sistemi finanziari rurali e la politica ambientale. Von Braun è stato relatore in importanti eventi globali, come la Conferenza sull'ambiente e lo sviluppo delle Nazioni Unite, svoltosi a Rio de Janeiro dal 3 al 14 giugno 1992; i vertici mondiali sull'alimentazione del 1996 e del 2002 e il Forum alimentare mondiale del Gruppo consultivo sulla ricerca agricola internazionale (CGIAR) svoltosi a Pechino nel 2007. Nel 2020 l'Organizzazione delle Nazioni Unite lo ha nominato presidente del gruppo di consulenza scientifica per il vertice delle Nazioni Unite sui sistemi alimentari del 2021.
Il 7 novembre 2012 papa Benedetto XVI lo ha nominato membro della Pontificia accademia delle scienze, un'accademia che riunisce 80 scienziati, anche non cattolici, attivi in molteplici campi e provenienti da tutto il mondo. Il 21 giugno 2017 papa Francesco lo ha nominato presidente della stessa. Decade dall'incarico il 21 aprile 2025 a motivo della morte dello stesso papa Francesco.

## Affiliazioni
- Membro della International Association of Agricultural Economists (IAAE) dal 2000 e presidente della stessa dal 2003
- Membro del Comitato Editoriale del Food Security Journal dal 2009 [1]
- Assegnista di ricerca presso l'Istituto di ricerca per lo studio del lavoro (IZA) dal 2010 [1]
- Membro dell'Academic Advisory Board del Joint Programming Initiative on Agriculture, Food Security and Climate Change Research dell'Unione europea dal 2010 al 2013 [1]
- Membro dell'Advisory Group for Global Agricultural Development Initiative del Chicago Council on Global Affairs dal 2010 al 2013 [1]
- Membro del consiglio di bioeconomia del Governo Federale dal 2010 e co-presidente dello stesso dal 2012 al 2019 [2][8]
- Membro dell'Accademia tedesca delle scienze e dell'ingegneria (Acatech) dal 2011
- Membro del consiglio di amministrazione della Global Alliance for Improved Nutrition (GAIN) dal 2012 e vicepresidente dello stesso dal 2013 al 2018 [2]
- Membro del consiglio di Alliance for a Green Revolution in Africa (AGRA) dal 2015 [1]
- Membro dell'HighTech Forum del governo federale, nominato dal Ministro federale dell'istruzione e della scienza, dal 2016 al 2017 [2]
- Membro del comitato direttivo della Science Platform Sustainability 2030 dal 2017 [2]
- Co-presidente del gruppo Malabo Montpellier su cibo africano, nutrizione, agricoltura dal 2017 [1]
- Membro del consiglio di fondazione della Fondazione Robert Bosch dal 2017 [1]
- Membro dell'International Advisory Board del Centro Leibniz per la ricerca marina tropicale dal 2019 [2]
- Membro del consiglio di amministrazione del Global Crop Diversity Trust (Crop Trust) dal 2020 [2]
- Membro dell'Academic Advisory Committee dell'Academic of Global Food Economics and Policy (AGFEP) della China Agricultural University di Pechino dal 2020 [2]
- Membro dell'International Advisory Board dell'Accademia cinese delle scienze agrarie

## Premi
- 1978: Premio dell'Ufficio federale del lavoro per la tesi [1]
- 1988: Premio Josef G. Knoll per la scienza della Fondazione Eiselen per l'eccezionale ricerca nel migliorare la sicurezza alimentare e la nutrizione [1]
- 1996: Membro eletto della Society for Social Policy nella branca di economia dello sviluppo [1]
- 1999: Membro dell'Accademia delle scienze e delle arti della Renania Settentrionale-Vestfalia
- 2004: Nomina a professore onorario dell'Università di Scienze Agrarie di Nanchino [1]
- 2005: Dottorato honoris causa in scienze agrarie dall'Università di Hohenheim
- 2006: Fellow dell'American Association for the Advancement of Science (AAAS) per il suo contributo allo sviluppo agricolo e alla politica alimentare nei paesi in via di sviluppo [2]
- 2009: Premio Bertebos Stoccolma, Premio dell'Accademia reale svedese di agricoltura e silvicoltura [1]
- 2009: Membro a vita della International Association of Agricultural Economists (IAAE) [1]
- 2010: Research Fellow dell'Istituto di ricerca per il futuro del lavoro [2]
- 2010: Membro a vita dell'Associazione africana degli economisti agrari [2]
- 2011: Premio Justus von Liebig per la Nutrizione Mondiale della Fondazione Fiat Panis [1]
- 2016: Medaglia Marsilius del Marsilius College dell'Università di Heidelberg [1]
- 2017: Premio Theodor Brinkmann [9]
- 2018: Membro dell'Accademia Nazionale delle Scienze Leopoldina
- 2019: Medaglia d'oro per la ricerca e i servizi del Ministro per la Cooperazione e lo Sviluppo Economico per il contributo nel porre fine alla fame e migliorare la sicurezza alimentare [2]